# Linn (Zwitserland)
Linn is een voormalige gemeente en een plaats in het Zwitserse kanton Aargau, en maakt deel uit van het district Brugg.
Linn telt 129 inwoners.

## Geschiedenis
Op 1 januari 2013 fuseerde Linn met Gallenkirch, Oberbözberg en Unterbözberg tot de gemeente Bözberg.

## Bevolkingsontwikkeling

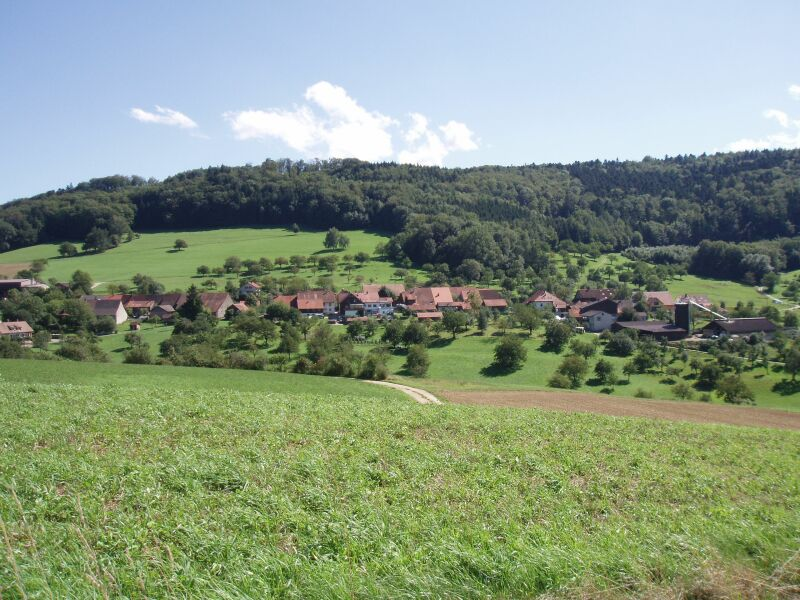
Linn

Gallenkirch · Linn · Oberbözberg · Unterbözberg